# Carsten Høi
Jørn Sloth est un joueur d'échecs danois né le 16 janvier 1957 à Copenhague. 

## Biographie et carrière
Jørn Sloth a remporté :
- le championnat du Danemark d'échecs en 1978, 1986 et 1992 ;
- la Coupe Politiken en 1979 et 1987 ;
- le tournoi de Prague en 1981 ;
- le tournoi Troll Masters de Gausdal en 1989.

La Fédération internationale des échecs lui a décerné le titre de maître international en 1979 et celui de grand maître international en 2001 mais il satisfaisait déjà les conditions pour l'obtention du titre de grand maître dès 1993 (trois normes et un classement Elo de plus de 2 500 points).

## Compétitions par équipe
Carsten Høi a représenté le Danemark lors de :
- cinq olympiades (en 1978, 1980, 1988, 1992 et 1996 (le Danemark finit septième de la compétition en 1978) ;
- deux championnats d'Europe par équipes (championnat d'Europe d'échecs des nations) : en 1983 (le Danemark finit septième) et 1992 ;
- deux championnats de la communauté européenne (1978 et 1980) ;
- deux coupes des pays nordiques (en 1983 et 1985), remportant deux médailles d'argent par équipe et la médaille d'or individuelle au deuxième échiquier en 1983.